# Grand Prix Turecka 2009
Grand Prix Turecka 2009 (V Petrol Ofisi Turkish Grand Prix), 7. závod 60. ročníku mistrovství světa jezdců Formule 1 a 51. ročníku poháru konstruktérů, historicky již 810. grand prix, se již tradičně odehrála na okruhu v Istanbulu.

## Výsledky
- 7. červen 2009
- Okruh Istanbul Racing Circuit
- 58 kol x 5.338 km – 208 m = 309.396 km
- 810. Grand Prix
- 7. vítězství  « Jensona Buttona
- 6. vítězství pro  « Brawn GP
- 206. vítězství pro  « Velkou Británii (nový rekord)
- 14. vítězství pro vůz se startovním číslem « 22
- 187. vítězství z  « 2. místa na startu

| Legenda k tabulce | Legenda k tabulce                                                                       |
| Barva             | Výsledek                                                                                |
| ----------------- | --------------------------------------------------------------------------------------- |
| Zlatá             | Vítěz                                                                                   |
| Stříbrná          | 2. místo                                                                                |
| Bronzová          | 3. místo                                                                                |
| Zelená            | Bodované umístění                                                                       |
| Modrá             | Nebodované umístění                                                                     |
| Modrá             | Dokončil neklasifikován (NC)                                                            |
| Fialová           | Odstoupil (Ret)                                                                         |
| Červená           | Nekvalifikoval se (DNQ)                                                                 |
| Červená           | Nepředkvalifikoval se (DNPQ)                                                            |
| Černá             | Diskvalifikován (DSQ)                                                                   |
| Bílá              | Nestartoval (DNS)                                                                       |
| Bílá              | Závod zrušen (C)                                                                        |
| Světle modrá      | Pouze trénoval (PO)                                                                     |
| Světle modrá      | Páteční testovací jezdec (TD)                                                           |
| Bez barvy         | Netrénoval (DNP)                                                                        |
| Bez barvy         | Vyřazen (EX)                                                                            |
| Bez barvy         | Nepřijel (DNA)                                                                          |
| Bez barvy         | Odvolal účast (WD)                                                                      |
| Bez barvy         | Nezúčastnil se (prázdné)                                                                |
| Označení          | Význam                                                                                  |
| Tučnost           | Pole position                                                                           |
| Kurzíva           | Nejrychlejší kolo                                                                       |
| †                 | Jezdec nedojel do cíle, ale byl klasifikován, protože odjel více než 90 % délky závodu. |
| ‡                 | Byl udělován poloviční počet bodů, protože bylo odjeto méně než 75 % délky závodu.      |
| Horní index       | Umístění bodujících jezdců ve sprintu                                                   |

| Pozice | č. | Jezdec               | Vůz               | Kolo | Čas         | +/- | Pole | Body | Nej. kolo      | Váha/kg | 1. Pitstop   | 2. Pitstop   | 3. Pitstop   |
| ------ | -- | -------------------- | ----------------- | ---- | ----------- | --- | ---- | ---- | -------------- | ------- | ------------ | ------------ | ------------ |
| 1      | 22 | Jenson Button        | Brawn BGP 001     | 58   | 1:26:24.848 | 1   | 2    | 10   | 1:27.579       | 655.5   | 17. / 26.570 | 43. / 24.565 |              |
| 2      | 14 | Mark Webber          | Red Bull RB5      | 58   | á 0:06.714  | 2   | 4    | 8    | 1:27.809       | 656     | 18. / 26.656 | 43. / 24.687 |              |
| 3      | 15 | Sebastian Vettel     | Red Bull RB5      | 58   | á 0:07.461  | 2   | 1    | 6    | 1:27.622       | 649.5   | 15. / 24.271 | 29. / 26.080 | 48. / 23.227 |
| 4      | 9  | Jarno Trulli         | Toyota TF109      | 58   | á 0:27.843  | 1   | 5    | 5    | 1:27.868 (4.)  | 652.0   | 16. / 26.472 | 43. / 23.515 |              |
| 5      | 16 | Nico Rosberg         | Williams FW31     | 58   | á 0:31.539  | 4   | 9    | 4    | 1:28.222 (11.) | 660     | 18. / 26.155 | 40. / 24.485 |              |
| 6      | 3  | Felipe Massa         | Ferrari F60B      | 58   | á 0:39.996  | 1   | 7    | 3    | 1:28.176 (9.)  | 654     | 17. / 27.069 | 42. / 24.913 |              |
| 7      | 5  | Robert Kubica        | BMW Sauber F1.09  | 58   | á 0:46.247  | 3   | 10   | 2    | 1:28.008 (7.)  | 664     | 20. / 26.519 | 44. / 23.753 |              |
| 8      | 10 | Timo Glock           | Toyota TF109      | 58   | á 0:46.959  | 5   | 13   | 1    | 1:27.883 (5.)  | 689     | 30. / 24.399 | 47. / 23.122 |              |
| 9      | 4  | Kimi Räikkönen       | Ferrari F60B      | 58   | á 0:50.246  | 3   | 6    | x    | 1:28.061 (8.)  | 658     | 18. / 28.475 | 44. / 23.606 |              |
| 10     | 7  | Fernando Alonso      | Renault R29       | 58   | á 1:02.420  | 2   | 8    | x    | 1:28.389 (13.) | 644.5   | 14. / 26.820 | 39. / 25.264 |              |
| 11     | 6  | Nick Heidfeld        | BMW Sauber F1.09  | 58   | á 1:04.327  | 0   | 11   | x    | 1:28.214 (10.) | 681.5   | 28. / 24.749 | 45. / 23.453 |              |
| 12     | 17 | Kazuki Nakadžima     | Williams FW31     | 58   | á 1:06.376  | 0   | 12   | x    | 1:27.988 (6.)  | 680.4   | 17. / 24.509 | 43. / 43.507 |              |
| 13     | 1  | Lewis Hamilton       | McLaren MP4-24    | 58   | á 1:20.454  | 3   | 16   | x    | 1:28.562 (15.) | 696.5   | 32. / 27.336 |              |              |
| 14     | 2  | Heikki Kovalainen    | McLaren MP4-24    | 57   | á 1 kolo    | 0   | 14   | x    | 1:29.174 (18.) | 665     | 19. / 26.535 | 42. / 24.495 |              |
| 15     | 12 | Sebastien Buemi      | Toro Rosso STR4   | 57   | á 1 kolo    | 3   | 18   | x    | 1:28.624 (16.) | 686.5   | 25. / 25.742 | 42. / 25.283 |              |
| 16     | 8  | Nelson Piquet jr.    | Renault R29       | 57   | á 1 kolo    | 1   | 17   | x    | 1:28.340 (12.) | 689.6   | 31. / 26.016 | 47. / 40.010 |              |
| 17     | 20 | Adrian Sutil         | Force India VJM02 | 57   | á 1 kolo    | 2   | 15   | x    | 1:29.192 (19.) | 668.5   | 20. / 25.480 | 36. / 26.918 |              |
| 18     | 11 | Sébastien Bourdais   | Toro Rosso STR4   | 57   | á 1 kolo    | 2   | 20   | x    | 1:29.022 (17.) | 701     | 32. / 27.373 |              |              |
| Pozice | č. | Odstoupili           | Vůz               | Kolo | Důvod       | +/- | Pole | Body | Nej. kolo      | Váha/kg | 1. Pitstop   | 2. Pitstop   | 3. Pitstop   |
| Ret    | 23 | Rubens Barrichello   | Brawn BGP 001     | 47   | Převodovka  | 15  | 3    | x    | 1:28.526 (14.) | 652.5   | 13. / 29.013 | 38. / 25.358 |              |
| Ret    | 21 | Giancarlo Fisichella | Force India VJM02 | 4    | Brzdy       | 20  | 19   | x    | 1:34.070 (20.) | 688.5   |              |              |              |

### Stupně vítězů
| Jezdci (rekord Michael Schumacher 154) - 22. podium pro « Jensona Buttona - 5. podium pro « Marka Webbera - 4. podium pro « Sebastiana Vettela | Vozy (rekord Ferrari 623) - 10. podium pro « Brawn GP - 9. podium pro « Red Bull | Státy - 525. podium pro « Velkou Británii (nový rekord) - 239. podium pro « Německo - 61. podium pro « Austrálii |

### Bodové umístění
V závorce body získane v této GP:
| Jezdci (rekord Michael Schumacher 1369 bodů) - 309 (3) bodů pro « Felipeho Massu - 293 (10) bodů pro « Jensona Buttona - 233,5 (5) bodů pro « Jarna Trulliho - 127,5 (8) bodů pro « Marka Webbera - 122 (2) bodů pro « Roberta Kubicu - 70 (6) bodů pro « Sebastiana Vettela - 52,5 (4) bodů pro « Nico Rosberga - 40 (1) bodů pro « Timo Glocka | Vozy - 4043,5 (3) bodů pro « Ferrari (nový rekord) - 2577 (4) bodů pro « Williams - 280 (2) bodů pro « BMW Sauber - 251,5 (6) bodů pro « Toyotu - 159,5 (14) bodů pro « Red Bull - 96 (10) bodů pro « Brawn GP | Státy - 4612,28 (10) bodů pro « Velká Británie (nový rekord) - 2453,5 (11) bodů pro « Německo - 2408 (3) bodů pro « Brazílie - 1977,8 (5) bodů pro « Itálie - 601,5 (8) bodů pro « Austrálie - 122 (2) bodů pro « Polsko |

### Nejrychlejší kolo
- Jenson Button 1:27,579 Brawn GP
- 2. nejrychlejší kolo pro « Jensona Buttona
- 4. nejrychlejší kolo pro « Brawn GP
- 186. nejrychlejší kolo pro « Velkou Británii (nový rekord)
- 10. nejrychlejší kolo pro vůz se startovním číslem « 22

### Vedení v závodě
- Jenson Button « byl ve vedeni 384 kol
- Mark Webber » byl ve vedeni 13 kol
- Brawn GP « byl ve vedení 313 kol
- Red Bull « byl ve vedení 68 kol
- Velká Británie « byla ve vedení 13559 kolo (nový rekord)
- Austrálie » byla ve vedeni 1427 kol

| Kola       | km        | Jezdec        | %     |
| ---------- | --------- | ------------- | ----- |
| 1-17 kolo  | 90.746 km | Jenson Button | 29,3% |
| 18 kolo    | 5,338 km  | Mark Webber   | 1,7%  |
| 19-58 kolo | 213,52 km | Jenson Button | 69%   |

| Button |  | Button |
| ------ |  | ------ |

### Postavení na startu
Sebastian Vettel- Red Bull RB5-1'28.316
- 3. Pole position  « Sebastiana Vettela
- 2. Pole position pro « Red Bull
- 81. Pole position pro « Německo
- 21. Pole position pro vůz se «  startovním číslem 15
- 15× první řadu získal « Jenson Button
- 4× první řadu získal  « Sebastian Vettel
- 5× první řadu získal « Brawn
- 4× první řadu získal « Red Bull
- 458× první řadu získala « Velká Británie
- 161× první řadu získalo « Německo

| *                                                       | *                                                          | Kvalifikace III.                     | Kvalifikace II.                      | Kvalifikace I.                            |
| ------------------------------------------------------- | ---------------------------------------------------------- | ------------------------------------ | ------------------------------------ | ----------------------------------------- |
|                                                         | _______1_______ Sebastian Vettel Red Bull 1:28.316         | Sebastian Vettel Red Bull 1:28.316   | Sebastian Vettel Red Bull 1:27.016   | Sebastian Vettel Red Bull 1:27.330        |
| _______2_______ Jenson Button Brawn GP 1:28.421         |                                                            | Jenson Button Brawn GP 1:28.421      | Jarno Trulli Toyota 1:27.195         | Jenson Button Brawn GP 1:27.355           |
|                                                         | _______3_______ Rubens Barrichello Brawn GP 1:28.579       | Rubens Barrichello Brawn GP 1:28.579 | Jenson Button Brawn GP 1:27.230      | Rubens Barrichello Brawn GP 1:27.371      |
| _______4_______ Mark Webber Red Bull 1:28.613           |                                                            | Mark Webber Red Bull 1:28.613        | Felipe Massa Ferrari 1:27.349        | Mark Webber Red Bull 1:27.466             |
|                                                         | _______5_______ Jarno Trulli Toyota 1:28.666               | Jarno Trulli Toyota 1:28.666         | Kimi Räikkönen Ferrari 1:27.387      | Felipe Massa Ferrari 1:27.508             |
| _______6_______ Kimi Räikkönen Ferrari 1:28.815         |                                                            | Kimi Räikkönen Ferrari 1:28.815      | Mark Webber Red Bull 1:27.416        | Nico Rosberg Williams 1:27.517            |
|                                                         | _______7_______ Felipe Massa Ferrari 1:28.858              | Felipe Massa Ferrari 1:28.858        | Rubens Barrichello Brawn GP 1:27.418 | Jarno Trulli Toyota 1:27.529              |
| _______8_______ Fernando Alonso Renault 1:29.075        |                                                            | Fernando Alonso Renault 1:29.075     | Nico Rosberg Williams 1:27.418       | Kimi Räikkönen Ferrari 1:27.556           |
|                                                         | _______9_______ Nico Rosberg Williams 1:29.191             | Nico Rosberg Williams 1:29.191       | Robert Kubica BMW Sauber 1:27.455    | Kazuki Nakadžima Williams 1:27.691        |
| _______10_______ Robert Kubica BMW Sauber 1:29.357      |                                                            | Robert Kubica BMW Sauber 1:29.357    | Fernando Alonso Renault 1:27.473     | Robert Kubica BMW Sauber 1:27.788         |
|                                                         | _______11_______ Nick Heidfeld BMW Sauber 1:27.521         |                                      | Nick Heidfeld BMW Sauber 1:27.521    | Nick Heidfeld BMW Sauber 1:27.795         |
| _______12_______ Kazuki Nakadžima Williams 1:27.629     |                                                            |                                      | Kazuki Nakadžima Williams 1:27.629   | Fernando Alonso Renault 1:27.988          |
|                                                         | _______13_______ Timo Glock Toyota 1:27.795                |                                      | Timo Glock Toyota 1:27.795           | Timo Glock Toyota 1:28.160                |
| _______14_______ Heikki Kovalainen McLaren 1:28.207     |                                                            |                                      | Heikki Kovalainen McLaren 1:28.207   | Heikki Kovalainen McLaren 1:28.199        |
|                                                         | _______15_______ Adrian Sutil Force India 1:28.391         |                                      | Adrian Sutil Force India 1:28.391    | Adrian Sutil Force India 1:28.278         |
| _______16_______ Lewis Hamilton McLaren 1:28.318        |                                                            |                                      |                                      | Lewis Hamilton McLaren 1:28.318           |
|                                                         | _______17_______ Nelson Piquet jr. Renault 1:28.582        |                                      |                                      | Nelson Piquet jr. Renault 1:28.582        |
| _______18_______ Sebastien Buemi Toro Rosso 1:28.708    |                                                            |                                      |                                      | Sebastien Buemi Toro Rosso 1:28.708       |
|                                                         | _______19_______ Giancarlo Fisichella Force India 1:28.717 |                                      |                                      | Giancarlo Fisichella Force India 1:28.717 |
| _______20_______ Sebastien Bourdais Toro Rosso 1:28.918 |                                                            |                                      |                                      | Sebastien Bourdais Toro Rosso 1:28.918    |

## Tréninky
| *  | I. Trénink                                | *  | II. Trénink                               | *  | III. Trénink                              |
| -- | ----------------------------------------- | -- | ----------------------------------------- | -- | ----------------------------------------- |
| 1  | Nico Rosberg Williams 1:28.952            | 1  | Heikki Kovalainen McLaren 1:28.841        | 1  | Felipe Massa Ferrari 1:27.983             |
| 2  | Lewis Hamilton McLaren 1:29.263           | 2  | Fernando Alonso Renault 1:28.847          | 2  | Jarno Trulli Toyota 1:28.022              |
| 3  | Jarno Trulli Toyota 1:29.271              | 3  | Robert Kubica BMW 1:29.056                | 3  | Timo Glock Toyota 1:28.094                |
| 4  | Sebastian Vettel Red Bull 1:29.337        | 4  | Kazuki Nakadžima Williams 1:29.091        | 4  | Kazuki Nakadžima Williams 1:28.122        |
| 5  | Felipe Massa Ferrari 1:29.342             | 5  | Sebastian Vettel Red Bull 1:29.202        | 5  | Robert Kubica BMW 1:28.320                |
| 6  | Kazuki Nakadžima Williams 1:29.371        | 6  | Jarno Trulli Toyota 1:29.207              | 6  | Rubens Barrichello Brawn GP 1:28.332      |
| 7  | Kimi Räikkönen Ferrari 1:29.398           | 7  | Nico Rosberg Williams 1:29.257            | 7  | Jenson Button Brawn GP 1:28.360           |
| 8  | Fernando Alonso Renault 1:29.422          | 8  | Rubens Barrichello Brawn GP 1:29.305      | 8  | Nico Rosberg Williams 1:28.364            |
| 9  | Rubens Barrichello Brawn GP 1:29.525      | 9  | Mark Webber Red Bull 1:29.383             | 9  | Kimi Räikkönen Ferrari 1:28.415           |
| 10 | Heikki Kovalainen McLaren 1:29.590        | 10 | Nelson Piquet Jr. Renault 1:29.401        | 10 | Sebastian Vettel Red Bull 1:28.451        |
| 11 | Jenson Button Brawn GP 1:29.747           | 11 | Felipe Massa Ferrari 1:29.416             | 11 | Nelson Piquet Jr. Renault 1:28.503        |
| 12 | Adrian Sutil Force India 1:29.864         | 12 | Jenson Button Brawn GP 1:29.430           | 12 | Lewis Hamilton McLaren 1:28.563           |
| 13 | Timo Glock Toyota 1:29.934                | 13 | Lewis Hamilton McLaren 1:29.435           | 13 | Mark Webber Red Bull 1:28.678             |
| 14 | Nelson Piquet Jr. Renault 1:30.132        | 14 | Timo Glock Toyota 1:29.518                | 14 | Nick Heidfeld BMW 1:28.715                |
| 15 | Mark Webber Red Bull 1:30.176             | 15 | Kimi Räikkönen Ferrari 1:29.520           | 15 | Heikki Kovalainen McLaren 1:28.738        |
| 16 | Robert Kubica BMW 1:30.645                | 16 | Nick Heidfeld BMW 1:29.550                | 16 | Adrian Sutil Force India 1:29.050         |
| 17 | Nick Heidfeld BMW 1:30.689                | 17 | Adrian Sutil Force India 1:30.081         | 17 | Sébastien Bourdais Toro Rosso 1:29.076    |
| 18 | Giancarlo Fisichella Force India 1:30.729 | 18 | Giancarlo Fisichella Force India 1:30.091 | 18 | Sébastien Buemi Toro Rosso 1:29.167       |
| 19 | Sébastien Bourdais Toro Rosso 1:30.838    | 19 | Sébastien Bourdais Toro Rosso 1:30.295    | 19 | Fernando Alonso Renault 1:29.261          |
| 20 | Sébastien Buemi Toro Rosso 1:30.944       | 20 | Sébastien Buemi Toro Rosso 1:30.629       | 20 | Giancarlo Fisichella Force India 1:29.421 |

## Zajímavosti
- Mark Webber přispěl 8 body k překonání hranice 600 bodů, které získaly australští piloti v závodech formule 1 (601,5 bodů).
- 10. nejrychlejší kolo pro vůz se startovním číslem 22.
- Brawn GP získal 10. podium v 7 závodech.

| Pole position    | Vítězství          | Nej. kolo          | Hattrick | Vedení             | Vedení       | Chelem |
| Německo          | Spojené království | Spojené království |          | Spojené království | Austrálie    |        |
| Sebastian Vettel | Jenson Button      | Jenson Button      |          | Jenson Button      | Mark Webber  |        |
| Red Bull RB5     | Brawn BGP 001      | Brawn BGP 001      |          | Brawn BGP 001      | Red Bull RB5 |        |
| 1'28.316         | 1:26'24.848        | 1'27.579           |          | 57 kol             | 1 kol        |        |
| 217.591 km/h     | 214.823 km/h       | 219.422 km/h       |          | 304,266 km         | 5,338 km     |        |
| ---------------- | ------------------ | ------------------ | -------- | ------------------ | ------------ | ------ |

## Stav MS
- GP - body získané v této Grand Prix

| *  | Jezdec             | Body | GP | * | Vůz        | Body | GP | *  | Stát           | Body | GP |
| -- | ------------------ | ---- | -- | - | ---------- | ---- | -- | -- | -------------- | ---- | -- |
| 1  | Jenson Button      | 61   | 10 | 1 | Brawn GP   | 96   | 10 | 1  | Velká Británie | 70   | 10 |
| 2  | Rubens Barrichello | 35   |    | 2 | Red Bull   | 56,5 | 14 | 2  | Německo        | 59,5 | 11 |
| 3  | Sebastian Vettel   | 29   | 6  | 3 | Toyota     | 32,5 | 6  | 3  | Brazílie       | 46   | 3  |
| 4  | Mark Webber        | 27,5 | 8  | 4 | Ferrari    | 20   | 3  | 4  | Austrálie      | 27,5 | 8  |
| 5  | Jarno Trulli       | 19,5 | 5  | 5 | McLaren    | 13   |    | 5  | Itálie         | 19,5 | 5  |
| 6  | Timo Glock         | 13   | 1  | 6 | Williams   | 11,5 | 4  | 6  | Finsko         | 13   |    |
| 7  | Nico Rosberg       | 11,5 | 4  | 7 | Renault    | 11   |    | 7  | Španělsko      | 11   |    |
| 8  | Felipe Massa       | 11   | 3  | 8 | BMW Sauber | 8    | 2  | 8  | Švýcarsko      | 3    |    |
| 9  | Fernando Alonso    | 11   |    | 9 | Toro Rosso | 5    |    | 9  | Polsko         | 2    | 2  |
| 10 | Kimi Räikkönen     | 9    |    |   |            |      |    | 10 | Francie        | 2    |    |
| 11 | Lewis Hamilton     | 9    |    |   |            |      |    |    |                |      |    |
| 12 | Nick Heidfeld      | 6    |    |   |            |      |    |    |                |      |    |
| 13 | Heikki Kovalainen  | 4    |    |   |            |      |    |    |                |      |    |
| 14 | Sébastien Buemi    | 3    |    |   |            |      |    |    |                |      |    |
| 15 | Robert Kubica      | 2    | 2  |   |            |      |    |    |                |      |    |
| 16 | Sébastien Bourdais | 2    |    |   |            |      |    |    |                |      |    |